# Salvatinsaari
Salvatinsaari är en ö i Finland. Den ligger i Kiminge älv och i kommunen Uleåborg i den ekonomiska regionen  Uleåborgs ekonomiska region  och landskapet Norra Österbotten, i den centrala delen av landet, 600 km norr om huvudstaden Helsingfors. Öns area är 7,3 hektar och dess största längd är 430 meter i nord-sydlig riktning.